# Incesto
El incesto —del latín incestus, es decir, 'incasto, no casto'— es la práctica de relaciones sexuales entre personas muy próximos por consanguinidad —parentesco biológico o sanguíneo—. Se califican como incestuosas, en todas las culturas, las relaciones sexuales entre hermanos, entre madres o padres y sus hijos, entre tíos y sobrinos, entre abuelos y nietos, y así todos los ancestros consanguíneos con sus descendientes. Aunque la consanguinidad es menor, en algunas culturas se consideran también incestuosas las relaciones sexuales entre primos.[cita requerida]
A lo largo de la historia y en distintos ámbitos socioculturales, ha primado la prohibición del incesto y la busca de nuevos vínculos de parentesco fuera del grupo social de origen —familia de orientación—, si bien el grado de relación en el que quedan prohibidas varía según cada contexto. Esta regla se denomina exogamia, por contraposición a la endogamia.
La antropología del parentesco ha estudiado la organización dual de la sociedad en distintas culturas primitivas para llegar a la conclusión de que los individuos han buscado tradicionalmente pareja fuera del grupo familiar. El concepto de organización dual de la sociedad hace referencia al agrupamiento de los seres humanos en al menos dos segmentos tribales rivales. Estos tendrían carácter clánico y sus linajes, en caso de poder establecer el nexo genealógico con un antepasado concreto, buscarían establecer una nueva relación social de amistad y de cooperación mutua mediante lo que se denomina «matrimonio» —relación de afinidad o de alianza anteriormente aludida—.
No obstante, se encuentran algunas excepciones históricas a la prohibición universal del incesto. Tenemos los casos de las monarquías del Antiguo Egipto —véase, por ejemplo, la biografía de Cleopatra, quien gobernó en matrimonio primero con uno de sus hermanos y luego con otro; la de los monarcas del Imperio inca y las de los antiguos monarcas hawaianos—. En todos los casos primaba una «razón de Estado» que se podía resumir en el intento de mantener concentrado el poder en una familia —dinastía—; por esto, tales incestos solían ser a veces nominales y legalizados; tales incestos concluían frecuentemente con guerras dinásticas fratricidas.

## Historia
Ejemplos de matrimonios incestuosos y el impacto de la endogamia en las familias reales incluyen:
- Todos los gobernantes de la dinastía ptolemaica de Ptolomeo II se casaron con sus hermanos y hermanas, a fin conservar la sangre de Ptolomeo «puro» y reforzar la línea de sucesión.
- Cleopatra VII (también llamada Cleopatra VI) y Ptolomeo XIII, que se casó y se convirtió en co-gobernantes del antiguo Egipto después de la muerte de su padre, es el ejemplo más conocido[7]
- Jean V de Armagnac se decía que había formado una extraña alianza entre hermanos.[8]  No hay evidencia de que este «matrimonio» fue contratado para fines de la dinastía en lugar de razones personales.[8]
- Uno de los ejemplos más famosos de un rasgo genético que se agravan con los matrimonios mixtos en las familias reales fue la Casa de Habsburgo, quienes desposaban frecuentemente y eran conocidos por el prognatismo mandibular (también conocido como «mandíbula Habsburgo» o «labios de Habsburgo»). Esto fue típico de muchos de los Habsburgo durante un período de seis siglos.[9]

Otros personajes históricos
Roma Antigua
Varios emperadores han sido acusados de cometer incesto por los historiadores clásicos:
- Nerón con su madre Agripina la Menor
- Calígula con sus tres hermanas: Agripina la Menor, Julia Drusila y Julia Livila.
- Cómodo de violar a sus hermanas.
- Caracalla de tener comercio carnal con Julia Domna, su madre.

Edad Media
Según leyendas negras recogidas en libros de investigación histórica como "Los papas y el sexo" de Eric Frattini y "La vida sexual de los papas" de Nigel Cawthorne, varios papas fueron acusados de cometer incesto.
- Juan XII y su hermanastra.

Renacimiento
- Alejandro VI y su hija Lucrecia Borgia, así mismo esta con su hermano César Borgia.
- Paulo III y su hija Constanza Farnesio.

## Explicaciones sobre el incesto

### Explicación biológico-genética
Uno de los principales motivos agregados modernamente por la ciencia, que refuerza la consideración de que el incesto continúe prohibido en muchas legislaciones, es que los seres humanos que nacen de relaciones incestuosas corren con cada nueva generación endógama un riesgo más alto de desarrollar problemas físicos hereditarios de haberlos y como producto de la transmisión de cuadros genéticos paralelos. El reducido cuadro genético heredado plantea que, como resultado del incesto, se reduce la variabilidad genética más flexible e ideal, que permite la diversidad de rasgos, y hace que se eleve el número de registros a elegir por azar con cada recombinación cigótica ante cambios externos sobre la especie para su supervivencia, por la incidencia entre individuos con relación de parentesco consanguíneo entre sí, tanto por vía lineal como por vía colateral.
Atracción sexual genética
La atracción sexual genética (ASG) (en inglés: Genetic sexual attraction o GSA) es un término que describe el fenómeno de atracción sexual entre personas genéticamente  cercanas como hermanos, primos de primer y segundo grado e incluso padres e hijos.

#### Explicación por el complejo de histocompatibilidad
Los recientes estudios de genética y psicología evolutiva con toda certidumbre —véase complejo mayor de histocompatibilidad y selección sexual— indican que, entre los seres sexuados, los individuos machos y hembras de una misma especie suelen optar no solo por los más aparentemente aptos —por ejemplo, machos fornidos y —en aves— de plumajes llamativos y con excelentes expresiones de cortejo, o individuos fértiles de uno y otro sexo aparentemente más saludables—, sino que un factor determinante para formar parejas —esto incluye al ser humano— para reproducirse es la exogamia por la inconsciente atracción sexual —en gran parte mediada por las feromonas— que provocan las diferencias del complejo mayor de histocompatibilidad y la selección sexual, ya que tales diferencias suelen inhibir, al mismo tiempo, repeticiones de genes alterados y la inmunidad de la prole.

### Explicación psicoanalítica
Sigmund Freud abordó el estudio del incesto a través de la teoría psicoanalítica. Partía de la idea de que existía una «horda primitiva» promiscua en la que la rivalidad entre machos por el acceso sexual a las hembras provocó el recurso a la violencia y el homicidio dentro del propio grupo de parentesco. Inicialmente, en Tótem y tabú, Freud encuentra una primera explicación para la exogamia: el enfrentamiento entre individuos —especialmente varones— que pertenecían al mismo grupo sociofamiliar dio lugar a una aversión al incesto, no por el tipo de relación que constituye en sí, sino por la agresividad y las muertes —principiando por la del padre— ocasionadas dentro del propio grupo social.
Jacques Lacan sintetiza gran parte del trabajo de Freud y de Lévi-Strauss, e intenta explicar el incesto desde un punto de vista estructuralista: Lacan concuerda con Freud, en el sentido de que el incesto es un impulso básico de la psique humana, ya que se encuentra en el inconsciente de todo ser humano —sea varón o sea mujer—: volver a la unidad con la madre y quedar en el deseo de la madre; solo la intervención de quien cumple la función paterna evita tal alienación, y esto es el esquema del complejo de Edipo que impulsa, dramáticamente, a todos los individuos hacia la exogamia.
Análisis posteriores concluyen que una gran parte de las culturas comparten un aborrecimiento psicológico desarrollado hacia la práctica de relaciones sexuales o de relaciones de parentesco adicionales entre individuos de la misma familia vinculados por otra relación de parentesco previa en la que los roles y rangos de cada miembro están fuertemente delimitados, al alterar las normas de conducta y dinámica de equipo cohesiva con nuevos lazos de afecto y consiguientes celos edípicos.

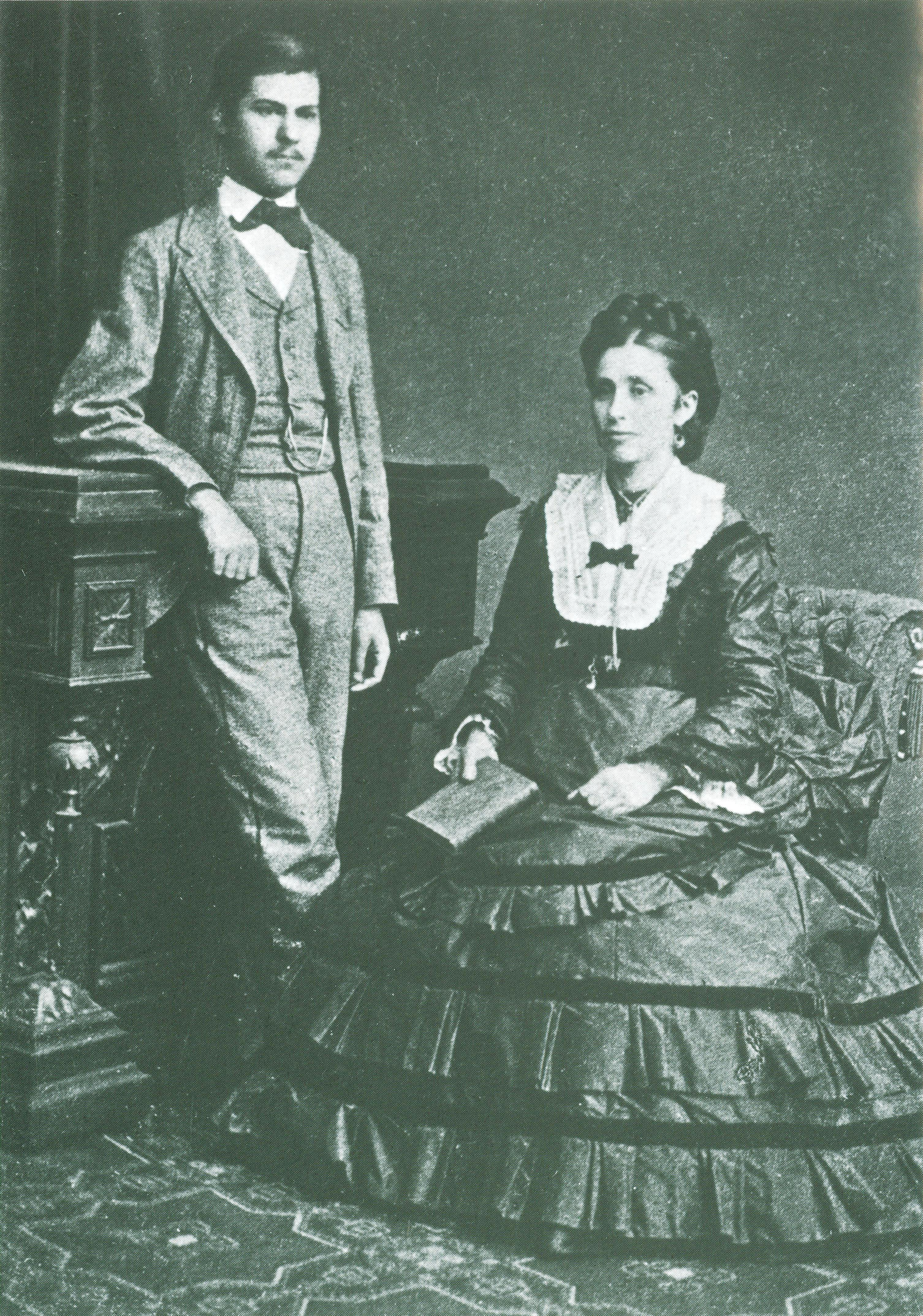
Sigmund Freud (a los 16 años) con su madre en 1872.

Efecto Westermarck
Complejo de Edipo

### Explicación social
Otro de los aspectos destacados acerca del origen del incesto es el relacionado con la alteración de las relaciones sociales o de la armonía social entre familias.
Por una parte, el incesto traería consigo el retrotraimiento del grupo y el repliegue social sobre sí mismo. Al reducirse las relaciones de parentesco al seno intrafamiliar como elemento de autoperpetuación, se elimina la posibilidad de ampliar las redes sociales del grupo con otros grupos sociales. Ello puede ser especialmente negativo, dado que el establecimiento de una relación de alianza o de afinidad entre dos grupos sociales es la que se hace posible entre otras vías por medio del matrimonio. Ello da lugar a una ampliación de las redes sociales en caso de necesidad económica, conflicto territorial o búsqueda de apoyo por diversos motivos.
Cualquiera que haya sido la forma en que se haya originado o practicado la prohibición del incesto, en todo caso las relaciones sexuales o amorosas entre miembros de diferente sexo o del mismo, entre iguales o diferentes edades y entre diferentes clases sociales, sean familiares o no, estuvieron siempre supeditadas en inferior reconocimiento a la final potestad de los padres o miembros superiores de la misma familia, los cuales, hasta fechas muy recientes —y aún en vigencia entre muchas sociedades—, decidían férreamente sobre los matrimonios y cualesquiera otras alianzas que hubiera entre dos individuos para reconocerlos como permanentes o temporalmente admisibles para el fondo y estructura social, y sujetos a un fuerte reconocimiento o rechazo veto por parte de estos. Aun no siendo miembros prohibidos, el sexo o el matrimonio como reconocimiento legal de este ha sido siempre uno de los atributos sociales que más injerencia han recibido siempre los individuos miembros del mismo.
Teoría de la alianza

### Explicación demográfica
Las primeras poblaciones humanas de cazadores recolectores se caracterizaban por tener elevados índices de mortalidad, tanto entre la población adulta como entre la infantil. La precaria alimentación de esos grupos hacía que el período de lactancia de los neonatos y la dependencia respecto de la madre biológica fuera mucho mayor que en la situación actual. Para cuando los hijos tenían madurez sexual, sus madres ya eran hembras viejas —la esperanza media de vida rondaba como mucho en torno a los 30 años— incapaces de engendrar más progenie. Debido a esto, los individuos jóvenes tenían que buscar el acceso sexual entre las mujeres externas a la propia familia.
La práctica de este hábito impuesto por la propia biología humana del momento impedía el incesto. Algunos autores clásicos, como Lewis Henry Morgan, John Ferguson McLennan o Johann Jakob Bachofen, hablan del hecho de un proceso de aprendizaje cultural por medio del cual el propio hábito de los individuos hizo que la práctica del incesto fuera dejada de lado.
Sin embargo, la práctica no necesitaría una supresión social tan estricta, puesto que no todas las relaciones sexuales se llevan a cabo con el objeto de tener descendencia y tienen como resultado, entre la mayor parte de los primates, resultados de afecto y lazos más reforzados que en los grupos de miembros tan reducidos y de mortalidad tan alta como entre los hombres del paleolítico.

### Exogamia y prohibición del incesto
Es coalescente la relación de esta regla con la de la prohibición del incesto. Por una parte, se argumenta que no deben confundirse ambas normas, puesto que los miembros del clan podrían no estar emparentados y de todos modos no podrían contraer matrimonio por la regla de la exogamia. Se dice además que la prohibición o tabú del incesto se dirige a prohibir las relaciones sexuales, mientras que la exogamia sería un precepto referido específicamente al vínculo matrimonial.
El enfoque estructural de Claude Lévi-Strauss, en cambio, aparte de establecer analogías estructurales entre el lenguaje y las relaciones de parentesco (incluyendo la exogamia y la prohibición del incesto), enfatiza en la existencia de estructuras mentales (psíquicas) subyacentes al lenguaje y que serían comunes a todos los tipos de sociedad. Para Lévi-Strauss, la prohibición del incesto es asimismo una necesidad estructural y universal del paso de la naturaleza a la cultura:
Por otro lado, el sentido que Levi-Strauss da a la relación entre exogamia y prohibición del incesto es de complementariedad en cuanto al papel que juegan como requisitos de intercambio. Levi-Strauss critica la postura de los autores que le preceden, ya que poner el acento en que la regla establece la prohibición de poseer a la madre, o a la hermana conduciría a errores: lo verdaderamente relevante sería que la regla obliga a que ellas se reproduzcan con otros varones.
Para otros autores, en cambio, es fundamental hacer la diferencia tajante entre exogamia y prohibición del incesto, no sólo en cuanto a su significado, sino también a la lógica con que operan: mientras el tabú del incesto es una prohibición (algo que está vedado, que se impide hacer), la regla de la exogamia es un precepto (un mandato a observar o cumplir). La exogamia comenzó a desarrollarse en las sociedades matriarcales y matrilineales a inicios de la prehistoria. 
En biología se utiliza también el término exogamia para referirse simplemente al cruce entre individuos de distinto clan, grupo o raza para diversificar la descendencia.

## Incesto accidental
El incesto accidental hace referencia a cualquier actividad sexual o matrimonio entre personas que desconocen su parentesco, en cuyo caso la relación se consideraría incestuosa.

## Incesto emocional
Kenneth Adams originó el concepto en los años ochenta y se lo definió como un abuso psicológico que se da en la relación entre una figura parental y un niño que no involucra incesto o relaciones sexuales, aunque involucra dinámicas interpersonales similares a las de parejas sexuales.
Este abuso ocurre cuando un padre o madre no puede o no quiere mantener una relación con otro adulto y fuerza a su hijo o hija a que desempeñe el papel emocional de un esposo. Se ignoran las necesidades del niño y la relación existe solo para satisfacer las necesidades del padre y puede ser que el adulto no sea consciente de los problemas creados por sus acciones.
Las víctimas tienen ira o culpa hacia sus padres y problemas con la autoestima, adicciones y en su intimidad sexual y emocional.
La autora Marion Woodman describe el incesto emocional como una «relación de afecto sin límites» en el que padre o padres usan al hijo como espejo para satisfacer sus necesidades, en vez de ser espejo del hijo para apoyarlo en su desarrollo emocional.

## Estatus legal

Legalidad del incesto.

- Alemania. Según el código penal alemán: «El que realice un acto sexual con un descendiente consanguíneo, incurrirá en pena de prisión no mayor de tres años o multa».[38]

- En Afganistán, el incesto se castiga con pena de muerte.[39]

- En Argelia, el incesto se castiga con penas de entre diez y veinte años de cárcel.[40]

- En Arabia Saudita, el incesto es un delito que puede castigarse con pena de muerte.[41][42]

- En Argentina, el incesto es legal si ambas personas tienen la edad mínima de consentimiento.[43] El matrimonio entre parientes es legal, excepto si se trata de relaciones padre-hijo, abuelo-nieto, ya que no se contempla para parientes de descendencia lineal.[44] El código penal también contempla al incesto como un agravante en caso de abuso sexual.[45]

- En Bélgica es legal.[46]
- En Belice, el incesto se castiga con dos años de cárcel.[47]

- En Brasil el incesto es legal.[48]

- En Brunéi, el incesto está penado con diez años de cárcel.[49]

- En Canadá, está penado con cárcel.[50]

- China, Japón y Rusia son naciones donde las relaciones incestuosas no están penadas pero el matrimonio civil entre parientes tiene restricciones.[51]

- Colombia. Según el artículo 259 del código penal de Colombia: «El que realice acceso carnal u otro acto erótico sexual con un descendiente o ascendiente, adoptante o adoptivo, o con un hermano o hermana, incurrirá en prisión de seis (6) meses a cuatro (4) años».[52]
- En Costa Rica, según la ley es ilegal el incesto de consanguinidad lineales, ejemplo, Abuelo-Nieto y de primer grado como entre hermanos o Madre-hijo pero es legal entre hermanos aunque no pueden casarse.[53]
- En España, el incesto en sí no está tipificado como delito, pero es ilegal el matrimonio civil entre adultos con vínculo familiar hasta el tercer grado colateral: un tío o tía no puede casarse con su sobrino o sobrina.[54]
- En Estados Unidos, la ley varía por estado.
  - En Nueva Jersey, las relaciones sexuales entre familiares adultos son permitidas, pero sin la posibilidad de casarse en parientes de hasta tercer grado —tíos y sobrinos o bisabuelos y bisnietos.
  - En Oklahoma, el incesto es ilegal.[55]
  - En Nuevo México, el incesto es ilegal.[56]
  - En Puerto Rico la pena máxima para el delito de incesto son cincuenta años de cárcel.[57]
- En Francia el incesto es legal.[58] En 2021, tras el caso del jurista Olivier Duhamel que fue acusado de abusos sexuales por su hijastra, varias víctimas francesas de abusos en el ámbito familiar lanzaron una campaña con el hastag #MetooInceste[59]
- En Filipinas, cuatro legisladores de la región de Bicol han renovado un intento de larga duración para penalizar el incesto consensuado entre adultos con penas de prisión de hasta seis años.[60]
- En Jamaica el incesto es ilegal.[61]
- En Kuwait, el incesto entre adultos se castiga con hasta tres años de cárcel. Si un adulto abusa de un menor el incesto se considera un agravante.[62]
- En Grecia, el incesto entre adultos es ilegal. El incesto entre hermanos no se castiga si los dos son menores de edad.[63]
- En India, el incesto entre adultos es legal.[64]
- En Indonesia, el incesto era legal (excepto en la provincia de Aceh donde se aplica la sharía) hasta 2022.[65]
- En Irán, el incesto se castiga con la pena de muerte.[66]
- En Irak, el incesto se castiga con la muerte.[67]
- En Israel, las relaciones incestuosas consentidas entre adultos son legales. Sin embargo, en casos de abuso infantil, el incesto se considera un agravante.[68]
- En Irlanda, el incesto se castiga con multas y penas de hasta dos años de cárcel.[69]
- En los casos de Italia y Uruguay sus respectivas leyes castigan el incesto que derive en «escándalo público», un definición que se presta a la ambigüedad de qué es exactamente «escándalo».[70]
- En Letonia se permite el matrimonio entre hermanos.[71]
- En Liberia el incesto es un delito.[72]
- En Malasia el incesto se castiga con latigazos y penas de entre diez y treinta años de cárcel.[73]
- En Maldivas, el incesto consentido entre adultos se castiga con penas de hasta diez años de cárcel. Si hay abuso o una de las partes es menor la pena puede ser de hasta veinticinco años.[74]
- En Marruecos el incesto está penado con multas y penas de cárcel.[75]
- En México, el incesto entre padres e hijos (o abuelos y nietos) es delito independientemente de la edad.[76]
- En Nigeria, el incesto se castiga con penas de catorce años de prisión.[77]
- Nueva Zelanda. Según su código penal: «Toda persona mayor de 16 años que cometa incesto está sujeta a pena de prisión por un período no superior a 10 años».[78]
- En Omán, el incesto es delito y las penas varían entre cinco y quince años de cárcel.[79]
- En Países Bajos, no está penado el incesto, pero sí está prohibido el matrimonio entre hermanos consanguíneos o adoptivos, y en el caso de familiares del tercer y cuarto grado deben haber una dispensa legal para casarse.[51]
- En Palestina se castiga con penas de cárcel.[80]
- En Perú no es delito.[81]
- En Portugal el incesto entre adultos es legal.[82]
- En Catar, el incesto se castiga con tres años de cárcel.[62]
- En Reino Unido, es un delito castigado con penas de hasta siete años de cárcel.[83]
- En Singapur, el incesto entre adultos se castiga con hasta cinco años de cárcel y más años de cárcel si un adulto comete incesto con un menor de edad.[84]
- En Sudán, se castiga con penas de hasta cinco años de cárcel.[85]
- En Suecia, los matrimonios entre hermanos son legales.[86]
- En Tailandia, las relaciones sexuales entre hermanos no son delito pero no se les permite casarse.[87]
- En Turquía, el incesto es legal.[88]
- En Uganda, el incesto se castiga con penas de hasta siete años de cárcel.[89]
- En Venezuela, el incesto está prohibido, según el Título VII del Código Penal venezolano, donde a su vez se le compara con los delitos de la bigamia y el adulterio, pero solo se castiga si ocurriera «en circunstancias capaces de causar escándalo público».[90]

## Casamiento entre primos
El matrimonio entre primos es un  matrimonio entre personas que poseen un abuelo en común o entre personas que comparten otro ancestro relativamente reciente. Distintas sociedades tienen diferentes posiciones con respecto a estas uniones. En algunas sociedades son considerados el tipo de unión ideal y como tales se los promueve, en otras sociedades estas uniones son poco comunes aunque aun legales, mientras que en otras regiones se las considera uniones incestuosas y están legalmente prohibidas. Aunque en la actualidad se encuentran estigmatizados en el mundo occidental, los casamientos entre primos son frecuentes en el mundo, donde en algunas naciones casi la mitad de todos los matrimonios son casamientos entre primos, por ejemplo Albania. A nivel mundial tres de cada diez casamientos se realizan entre primos hermanos o carnales (los padres son hermanos), segundos (los abuelos son hermanos) o terceros (los bisabuelos son hermanos).
Un tipo de casamiento entre primos que ha sido permitido en muchas culturas es el casamiento cruzado entre primos. Este tipo de casamiento era común en el pasado en las tribus aborígenes de América, Australia y Polinesia. Mientras que algunas religiones han llegado a prohibir el casamiento entre primos de grado seis o grado de parentesco más cercano, otras no ponen reparos al casamiento entre primos carnales. El casamiento entre primos es un tema importante analizado por la antropología y la teoría de la alianza.
Algunos que están a favor del casamiento entre primos en Occidente consideran a las prohibiciones legales una forma de discriminación, mientras que los opositores a veces apelan a argumentos morales o de otro tipo.

## El incesto en la cultura

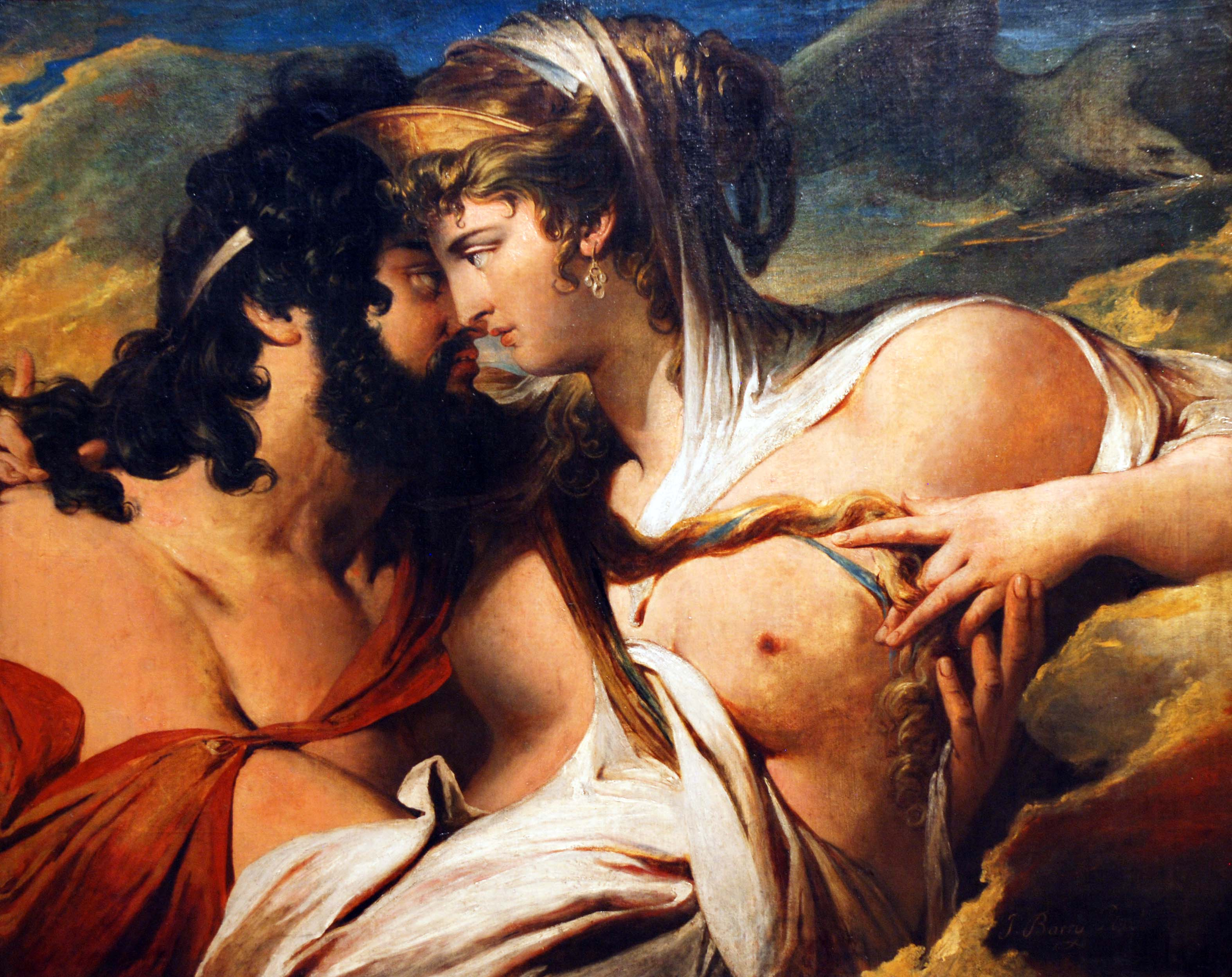
Zeus y Hera, de James Barry.

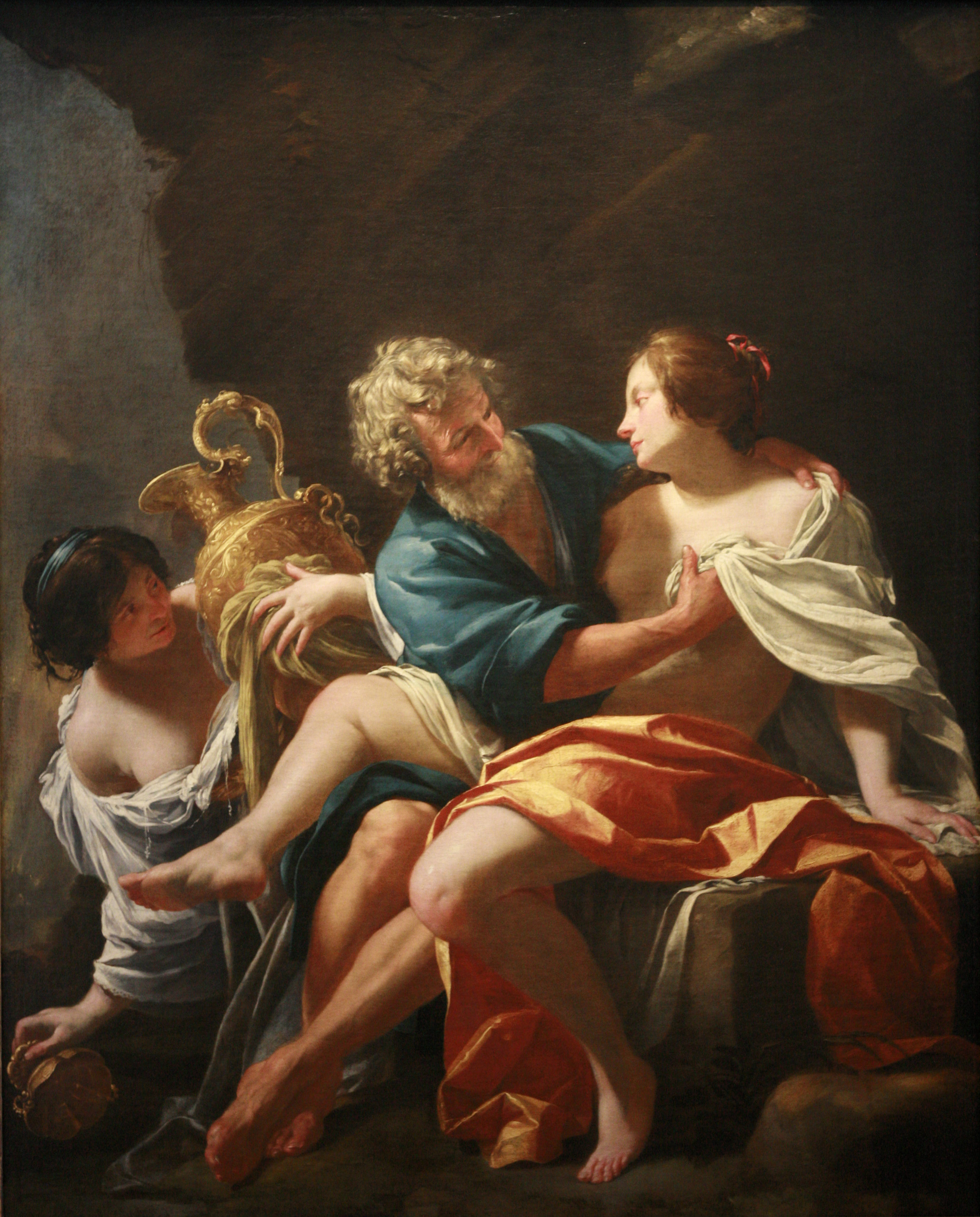
Lot y sus hijas, óleo de Simon Vouet.

### La mitología
Prácticamente en todas las mitologías existen relatos que refieren a un incesto primordial, el cual se resuelve a través de una interdicción —prohibición—, ya que, por ejemplo, entre los griegos el incesto era asociado a la hybris.
Mitología griega
- Edipo y Yocasta
- Tiestes viola a su hija Pelopia, y de esa unión nace Egisto.
- El mítico Adonis nació de la unión del rey Tías y su hija Mirra.
- El dios Zeus tomó a su hermana Deméter, con la cual tuvo a Perséfone y a Yaco.
- El dios Zeus tomó a su hermana Hera, con la cual tuvo a Ares, Hebe, Eris, Ilitía y —según algunas versiones— a Hefesto.

Mitología egipcia
- Osiris e Isis

Medioevo
- Arturo Pendragón —Rey Arturo— y Morgana Le Fay. De la unión del rey Arturo y de su media hermana Morgana nació Mordred.

### La Biblia
En la Biblia aparecen casos de incesto, como por ejemplo el de las hijas de Lot con su padre alcoholizado:

La mayor dijo a la menor: «Nuestro padre es viejo y no hay ningún hombre en el país que se una a nosotras, como se hace en todo el mundo. Ven, vamos a darle vino a nuestro padre, nos acostaremos con él y así engendraremos descendencia».

En efecto, propinaron vino a su padre aquella misma noche, y entró la mayor y se acostó con su padre, sin que él se enterase de cuándo ella se acostó ni cuándo se levantó.

Al día siguiente dijo la mayor a la menor: «Mira, yo me he acostado anoche con mi padre. Vamos a propinarle vino también esta noche, y entras tú a acostarte con él, y así engendraremos de nuestro padre descendencia».

Propinaron, pues, también aquella noche vino a su padre, y levantándose la menor se acostó con él, sin que él se enterase de cuándo ella se acostó ni cuándo se levantó.

Las dos hijas de Lot quedaron encintas de su padre.
Génesis 19, 31-36

O el caso de Sara y su medio hermano Abraham:

... a la verdad también es mi hermana, hija de mi padre, mas no hija de mi madre, y la tomé por mujer.
Génesis 20:12

En las historias bíblicas se puede ver que la humanidad se generó a partir de los parientes cercanos, por lo que se permitía las relaciones de este tipo. Pero ya en los tiempos de Moisés esto era algo aborrecible. La Ley de Moisés prohibió el incesto, esto se puede ver en Levítico 18:8-18 y Levítico 20:11-21.

### Películas en las que se aborda el incesto
- El soplo al corazón, de Louis Malle.
- Old Boy de Park Chan-wook
- La luna, de Bernardo Bertolucci.
- Spanking the Monkey, de David O. Russell.
- Soñadores, de Bernardo Bertolucci.
- Amor, extraño amor, de Walter Hugo Khouri.
- Only God Forgives, de Nicolas Winding Refn.
- Boku wa Imōto ni Koi o Suru, de Hiroshi Ando.
- Yosuga no Sora, de Takashi Mikaze.
- Såsom i en spegel, de Ingmar Bergman.
- Flores en el ático, de V. C. Andrews.
- Daniel y Ana, de Michel Franco.
- Elfen Lied, de Lynn Okamoto.
- Géminis, de Albertina Carri.
- El chacotero sentimental, de Cristián Galaz.
- Do Começo ao Fim
- La Gente Detrás de Las Paredes  de Wes Craven.
- La cumbre escarlata de Guillermo del Toro.
- Un pequeño favor de Paul Feig.
- Ángeles e insectos, de Philip Haas.

### El cine y la literatura
Algunas obras literarias abordan el incesto:
- Algunas secciones inicialmente censuradas pero posteriormente publicadas de los Diarios de Anaïs Nin hablan acerca de su relación sexual con su padre.
- En la novela Cien años de soledad, del Premio Nobel de Literatura Gabriel García Márquez, el incesto es uno de los pilares centrales de la trama.
- La novela Forbidden de Tabitha Suzuma habla sobre la relación de dos hermanos.
- La novela Flores en el ático por Virginia Cleo Andrews trata sobre el enamoramiento de dos hermanos.
- En el libro Mujeres Asesinas, de Marisa Grinstein, se habla del caso titulado "Cecilia, hermana", una joven artesana que mantenía una relación con su hermano y que, por traición, lo mata.
- En la novela Las horas desvanecidas de Loe K. López se relata la historia entre dos hermanos enamorados, marcados por el incesto desde mucho antes de nacer.
- En la saga de fantasía medieval Canción de hielo y fuego, de George R.R. Martin, se citan los matrimonios incestuosos entre los miembros de la dinastía Targaryen para conservar la pureza de sangre, además de la relación amorosa entre la reina Cersei Lannister y su hermano mellizo Jaime Lannister.